# Medetera zaitzvei
Medetera zaitzvei är en tvåvingeart som beskrevs av Negrobov och Stackelberg 1977. Medetera zaitzvei ingår i släktet Medetera och familjen styltflugor. Inga underarter finns listade i Catalogue of Life.